# RIVA TNT2
Il Riva TNT2 (chiamato anche NV5 in fase di sviluppo) è un acceleratore grafico 2D/3D prodotto da NVIDIA. Lanciato nel marzo 1999, è il successore del RIVA TNT (NV4).
Il nome è un acronimo, e sta per "Real-time Interactive Video and Animation accelerator" (Acceleratore in tempo reale per video e animazione); il suffisso TNT (TwiN Texel) indica la capacità del processore di lavorare su due texel alla volta.

## Descrizione
Il core TNT2 presenta lo stesso layout di base a doppia pipeline del RIVA TNT, tuttavia con alcuni aggiornamenti, come il supporto texture 2048x2048 più grande, supporto Z-buffer/stencil a 32 bit, supporto AGP 4X, fino a 32 MB di VRAM e una riduzione del processo da 0,35 µm a 0,25 µm. È stata la riduzione del processo a consentire velocità di clock migliorate (da 90 MHz a 150+ MHz), da cui è derivato il sostanziale miglioramento delle prestazioni.
Una versione a basso costo, nota come TNT2 M64, è stata prodotta con l'interfaccia di memoria ridotta da 128 bit a 64 bit. A volte queste erano etichettate "Vanta", continuando il nome Vanta iniziato con un prodotto basato su RIVA TNT orientato al valore. Questo chipset ha superato le prestazioni del vecchio RIVA TNT pur essendo meno costoso da produrre. Si rivelarono molto popolari nel mercato OEM, poiché la maggior parte dei consumatori dava per scontato che tutte le schede TNT2 fossero uguali.

## Confronto sul mercato
La RIVA TNT2 si confrontava con le GPU 3dfx Voodoo2, 3dfx Voodoo3, Matrox G400 e ATI Rage 128. In ogni caso il principale concorrente era con la 3dfx Voodoo3, la cui mancanza di output a 32 bit era compensata da un dithering interno a 32 bit convertito a 16 bit per il framebuffer. Sebbene questa soluzione producesse un risultato migliore del semplice 16 bit della TNT2, non raggiungeva la reale profondità a 32 bit. La Voodoo3 utilizzava una singola pipeline a doppia texturizzazione, mentre la TNT2 ne aveva due a singola texturizzazione: in alcuni giochi TNT2 risultava più efficiente, ma la maggior parte dei titoli ormai richiedeva più passaggi di texturizzazione. Nonostante la maggiore modernità di TNT2, due Voodoo2 in configurazione SLI potevano ancora superarne prestazioni e qualità visiva nei titoli ottimizzati per Glide.